# Grevelingendam
Le Grevelingendam (en français barrage de Grevelingen) est une digue-barrage entre Schouwen-Duiveland (Zélande) et Goeree-Overflakkee (Hollande-Méridionale).
Le barrage est le quatrième bâtiment du Plan Delta.
La construction du barrage de 6 km de long a commencé en 1958.
Le barrage a été construit à l'aide d'un téléphérique automoteur conçu par la société Neyrpic, les blocs de pierre étaient posés à leur emplacement. Après quelques problèmes la construction du barrage a duré environ 7 ans. Le 1er avril 1965 le barrage a été inauguré par le ministre des Transports.
Il isole le Grevelingenmeer, qui contient de l'eau salée de la mer du Nord, des eaux douces du delta du Rhin et de la Meuse.
Le Philipsdam, qui isole le Volkerak, est branché sur le Grevelingendam.
| \| Localisation du Plan Delta dans le Monde \| Algerakering Anvers Bathse spuisluis Belgique Brouwersdam Canal de l'Escaut au Rhin Eau douce Eau de mer Escaut occidental Escaut oriental Grevelingendam Haringvliet Haringvlietdam Hartelkering Hellegatsdam Maeslantkering Markiezaatskade Mer du Nord Oesterdam Oosterscheldekering Pays-Bas Philipsdam Pont du Haringvliet Pont de Zélande Rotterdam Tunnel de l'Escaut occidental Veerse Gatdam Volkerakdam Zandkreekdam |
| Localisation du Plan Delta dans le Monde |